# Parque (métro de Lisbonne)
Parque est une station du métro de Lisbonne sur la ligne bleue.